# Ішдавлетово

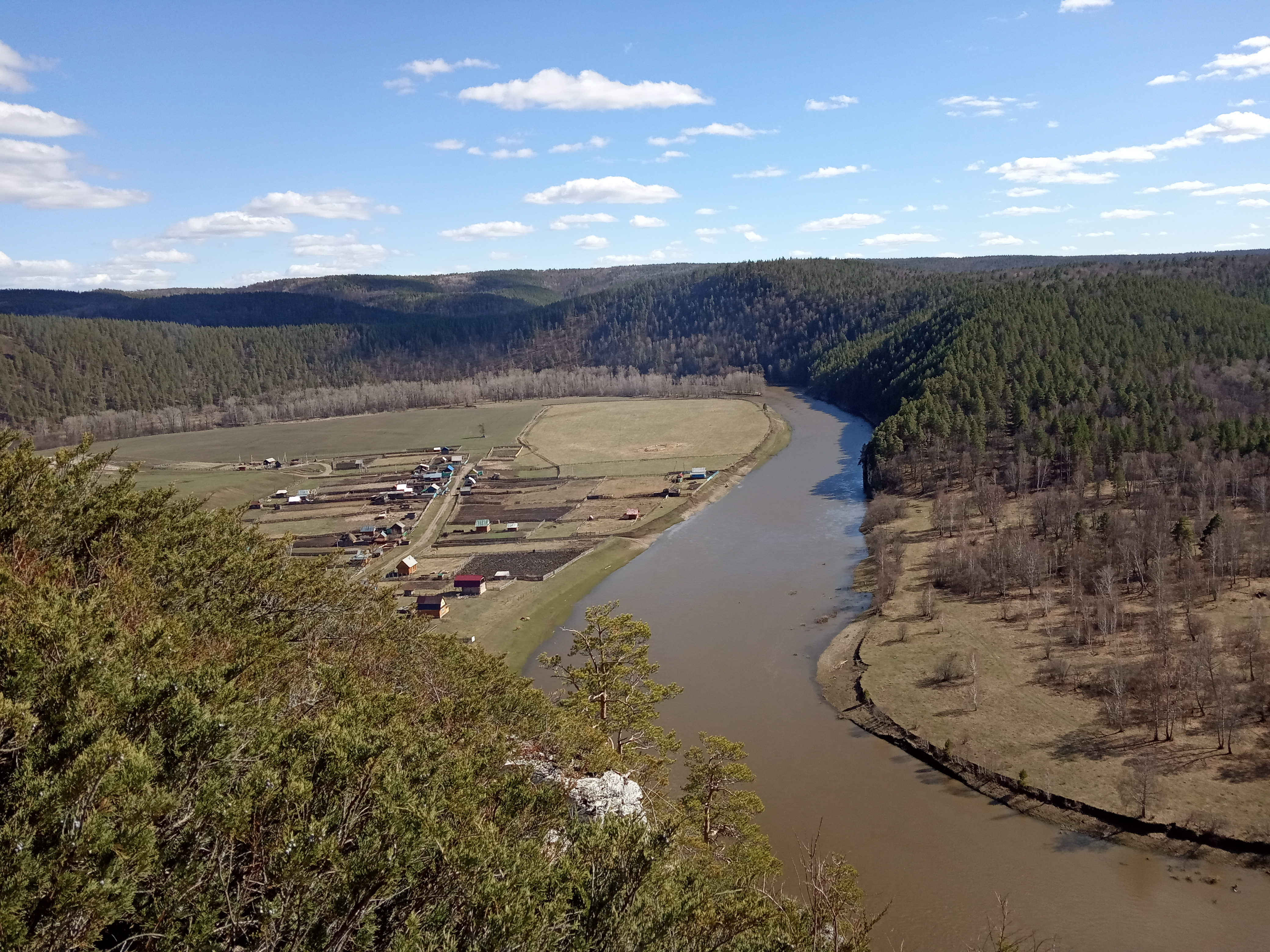
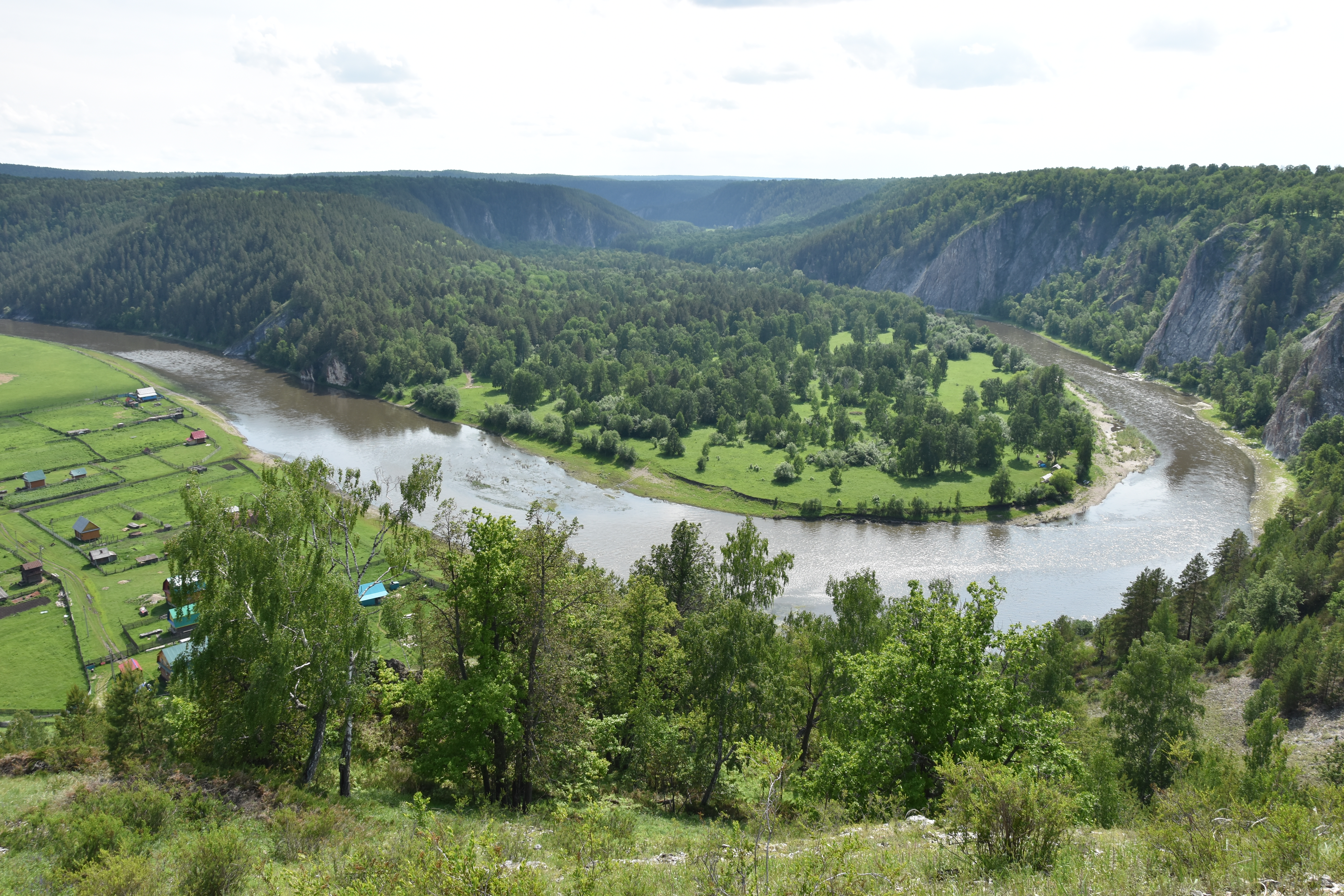

Ішдавле́тово (рос. Ишдавлетово, башк. Ишдәүләт) — присілок у складі Бурзянського району Башкортостану, Росія. Входить до складу Старосубхангуловської сільської ради.
Населення — 29 осіб (2010; 16 в 2002).
Національний склад:
- башкири — 100%